# 斯坦利公園球場
斯坦利公園球場，又稱新安菲爾德球場、新晏菲路球場（The New Anfield），是一座於2012年擱置興建的球場；原定計劃於英國英格蘭默西賽德郡利物浦修建，成為利物浦足球俱樂部的未來主場球場。

## 概要
該球場在2003年2月取得了規劃許可，当初預計將在2011年開始使用，目前則預算在2012年起取代安菲爾德球場成為利物浦足球俱樂部的新主場球場。
球場計劃為可容納超過70000名觀眾。
安菲爾德当时为全座席可容纳45,362名观众，早已不符合俱樂部的商業需求，且由於扩建難度頗大，於是利物浦计划在附近的斯坦利公園興建60,000座的斯坦利公園球場（Stanley Park Stadium）。在2004年7月30日獲得利物浦市議會發出計劃許可，雖然政府及資助基金團體要求利物浦與埃弗頓共用新球場，但遭球隊雙方及球迷激烈反對，共用球場的最後一次談判在2005年1月宣佈失敗。2006年9月8日，利物浦市議會通過方案，容許利物浦獨自使用新球場。
2007年2月，剛收購完俱樂部的兩位美國老闆表示新球場的興建計畫將是最優先項目，他們甚至更換了建築公司並選擇了更貴的興建方案。原始的方案「第一代安菲爾德」"First Generation Anfield"是由來自曼徹斯特的AFL公司所規劃的，目標是先建成55,000座的球場，未來可擴充到60,000座。但新主所選擇的新方案則是出自於達拉斯的HKS公司，此方案將直接建成60,000座，在未來可擴充到73,000座，且將保有單層KOP看台的設計，但可容納高達18,500人，預算為4億英鎊。AFL公司之後也改變了他們的原始設計，向HKS公司的方案模仿，設計出了同樣有72,000座的新球場計畫，也具有可容納18,500人的單層KOP看台，被稱之為「新世代安菲爾德」"New Generation Anfield" ，但沒有被採用。隔年2008年6月24日新球場開始小規模動工，但不久後10月5日便因財政壓力而宣布無限期停工，這種曖昧不明的狀況一直拖到2010年球隊再度易主後仍沒有後續發展。
2012年5月，新任美國老闆約翰·亨利經長久考量後永久放棄了上任老闆擱淺已久的新球場興建計畫，為此必須向HKS建築公司付出3,500萬英鎊的違約賠償費。同時並開始審慎評估是要回歸到AFL公司最原始的「第一代安菲爾德」"First Generation Anfield"方案重新啟動新球場建造計畫，或者是再度找出擴建安菲爾德的可能性。
2012年10月15日，利物浦球隊總監伊恩·艾爾宣布俱樂部放棄興建新球場，目標將放在擴建安菲爾德的計畫上，預定將觀場座位增加到60,000左右，且不出售冠名權，並將以同屬芬威體育集團的美國職業棒球隊波士頓紅襪主場芬威球場翻修成功的例子做為模仿典範，預算估計為1.5億英鎊。

## 外部連結
- New Stadium
- Images and Description （页面存档备份，存于）
- BBC report stadium approval in September 2006 （页面存档备份，存于）
- Stanley Park （页面存档备份，存于）